# Omaga
Az Omaga (magyarul: Ó Istenem!) Benny Cristo cseh énekes dala, mellyel Csehországot képviselte a 2021-es Eurovíziós Dalfesztiválon Rotterdamban. A dal belső kiválasztás során nyerte el a dalversenyen való indulás jogát.

## Eurovíziós Dalfesztivál
2020. február 3-án vált hivatalossá, hogy a Česká Televize által megrendezett online nemzeti döntőt, a Eurovision Song CZ-t Benny Cristo nyerte meg, így őt választották az ország képviseletére a 2020-as Eurovíziós Dalfesztiválon. Március 18-án az Európai Műsorsugárzók Uniója bejelentette, hogy 2020-ban nem tudják megrendezni a versenyt a COVID–19-koronavírus-világjárvány miatt. A cseh műsorsugárzó jóvoltából az énekes lehetőséget kapott az ország képviseletére a következő évben egy új versenydallal. 2021. február 14-én vált hivatalossá a dal címe, míg a versenydalt február 16-án mutatták be a dalfesztivál hivatalos YouTube-csatornáján.
Az Eurovíziós Dalfesztiválon a dalt először a május 20-án rendezett második elődöntőben adják elő, a fellépési sorrendben harmadikként, az észt Uku Suviste The Lucky One című dala után és a görög Stefania Last Dance című dala előtt. Az elődöntőben a nézői szavazatok és a nemzetközi zsűrik pontjai alapján nem került be a dal a május 22-én megrendezésre került döntőbe. Összesítésben 23 ponttal a 15. helyen végzett.